# Овсянніково (Бабаєвський район)
Овсянніково — присілок в Бабаєвському районі Вологодської області Присілки Вологодської області[Росія|Росії]].
Входить до складу Борисовського сільського поселення (з 1 січня 2006 року по 13 квітня 2009 року входила в Афанасовське сільське поселення).
Відстань автодорогою до районного центру Бабаєво — 54 км, до центру муніципального утворення села Борисово-Судське по прямій — 15 км. Найближчі населені пункти — с. Велике Борилово, с. П'ячкалово, с. Ігумново. Станом на 2002 рік проживало 10 чоловік.